# كوري جين
كوري جين (بالإنجليزية: Cory Jane)‏ هو لاعب اتحاد الرغبي نيوزيلندي، ولد في 8 فبراير 1983 في لور هوت في نيوزيلندا.

## وصلات خارجية
- كوري جين على موقع سلسلة سباعيات الرغبي العالمية - رجال (الإنجليزية)
- كوري جين عل موقع إسبنسكروم (الإنجليزية)
- كوري جين على موقع ItsRugby.co.uk (الإنجليزية)
- كوري جين على موقع اتحاد ألعاب الكومنولث (مؤرشف) (الإنجليزية)